# クーダハ

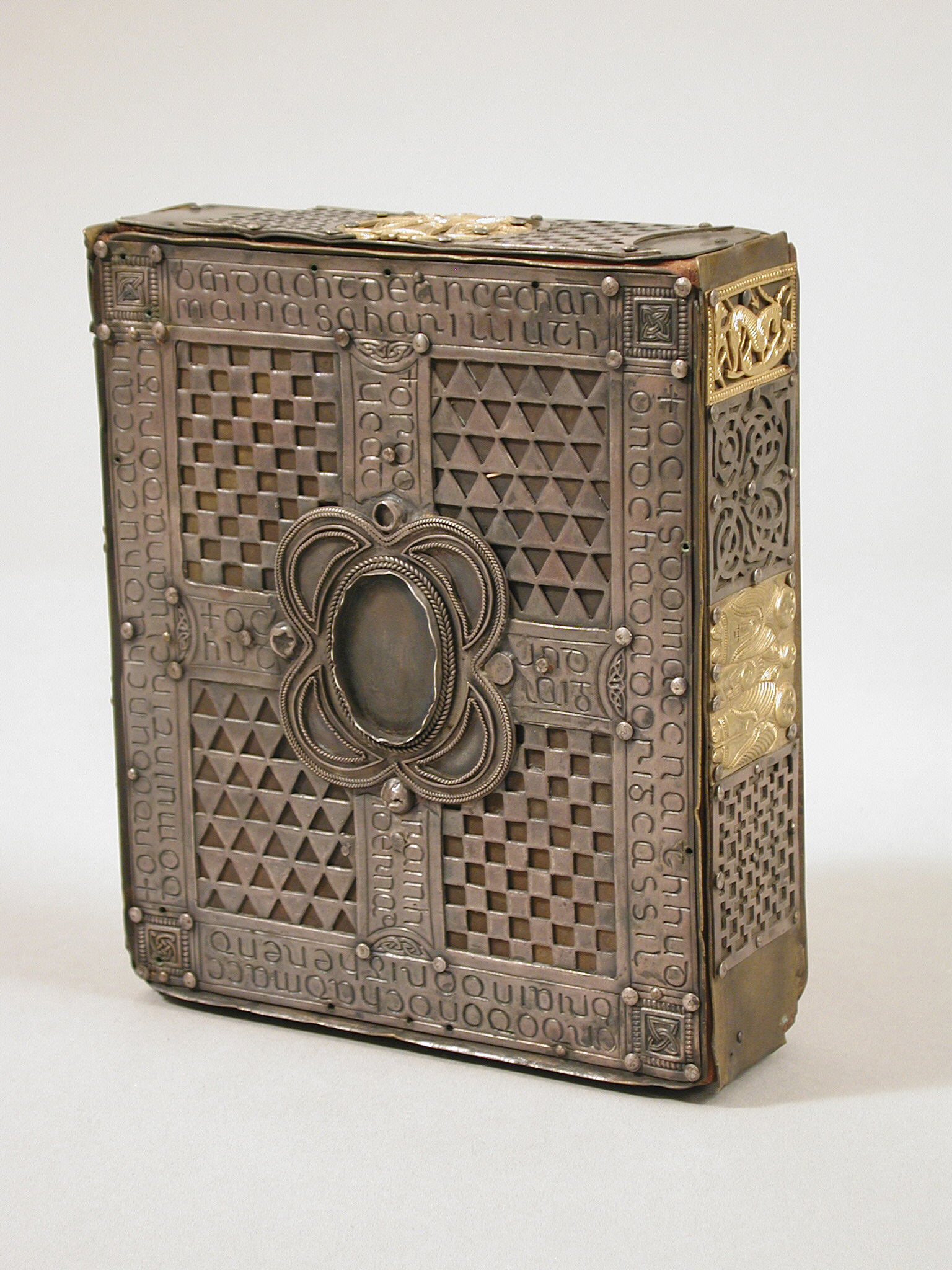
『ストウ典書』のクーダハ（レプリカ）
メトロポリタン美術館所蔵

クーダハ（古アイルランド語: cumdach /ˈkuṽdax/）は、初期中世アイルランドにおいて、聖人が実際に使ったとされる書物を納めるために用いられた、精巧に装飾された箱のことである。納書箱（英語: book shrine）とも呼ばれる。
普通、納められた書物より数世紀新しいことが多い。典型的には、アイルランドで修道院文化が興隆した800年以前の英雄時代の書物を納めるクーダハは、現存するものでは1000年以降のものである。ただし、クーダハという形自体はもう少し古くからあることが分かっている。正面に水晶や半貴石をあしらった十字架が配置され、その隙間にさまざまな意匠が施されるのが一般的な形式である。鎖や紐が付けられているものもあり、これは運ぶときに首にかけ、本を胸に当てるためのものである。こういった聖遺物を心臓の近くに置くことは、霊的そして医療的な利益があると考えられていた（中世ダーラムの『聖カスバートの福音書』の革袋と同じである）。また契約の立会の際にも用いられた。多くは修道院とつながりのあった有力氏族が世襲で管理者を務めたが、現存するものの多くはアイルランド国立博物館に収蔵されている。
アイルランド外の教会でも、諸聖人の遺骸を始めとする聖遺物は、典型的には家の形をした聖遺物箱（chasse）に納める慣習があった（例えばスコットランドのモニマスク聖遺物箱など）。アイルランドでは、諸聖人の遺骸よりも、むしろ彼らが使った（とされる）物品が特に聖遺物として重視された。書物を納めるクーダハのほかにも、ミサで使用される手鐘を納める納鐘箱（bell-shrine）などがアイルランド特有のものとして知られる。未詳の聖人が身につけていたベルトを納めた最初期の聖遺物箱が、スライゴ県モイラクの沼地で発掘されており、これは真実の宣誓や病気の治療などに用いられたと考えられている。
クーダハは、『ケルズの書』の盗まれたカバーのような、その時代で最も偉大な祈祷書に付された貴金属製の豪華装丁とは区別されているが、デザインは非常に似通っている。最も状態の良い島嶼美術の例である『リンダウの福音書』（ニューヨークのモーガン図書館所蔵）の裏表紙も、中心に大きな十字が配され、その周りを組紐文様が埋めるという構成になっている。豪華装丁もクーダハも、木製の表紙ないし箱に金銀細工を貼り付けるという点で同一の技術によるものといえる。

## 歴史的記録
最古の記録があるクーダハは、聖コルンバの聖遺物であると信じられていた『ダローの書』を保護するためにアイルランド王フラン・シンナ（876-916）の勅令で作られたものである。これは17世紀に失われたが、本に綴じられた1677年のメモ書きに、その外観と王の保護の旨が銘記されている。箱に納められて以降は、取り出して本として用いることはほぼなかったと考えられる。
『ダローの書』のように、かつてクーダハがあったことは記録されているものの現存しないものがある。貴金属が豊富に使われた装飾物は、盗掘・窃盗の標的とされたためである。1006年にカバーが盗まれた『ケルズの書』がよく知られるが、『アーマーの書』は、937年時点には豪華装丁がなされていたが、1177年、ノルマン人ジョン・ド・カーシーによって表紙が鹵獲された。

## 現存するもの
初期のものでは、『ディマの書』（トリニティ・カレッジ・ダブリン所蔵）、『ムリングの書』（トリニティ・カレッジ・ダブリン所蔵）、『聖コロンバ詩篇集』（アイルランド王立アカデミー所蔵）、『ストウ典書』（アイルランド国立博物館所蔵、書物のみアイルランド王立アカデミー所蔵）、『聖モラシュの福音書』（私蔵）の5つが現存している。普通は書物が残存しクーダハが失われていることが多いが、『聖モラシュの福音書』は逆でクーダハのみが保存されている。現存しているにもかかわらず公開されていないものも多くあるが、一部は20世紀初頭に作られた精巧なレプリカがメトロポリタン美術館に所蔵されており、画像が公開されている。

### 銀の教会
ドーナハ・アルジド（「銀の教会」）として知られる聖遺物箱は、もともとは8世紀のものであるが、クロウニス大修道院長による1350年の大修理以前の部分はほぼ見えなくなっている。立体的なキリストの磔刑像が正面中央に配され、聖人や聖母子の浮き彫りが周りを囲っている。側面には、聖書のシーンが、主要人物は浮き彫りで、その他の要素は片切り彫りで描かれている。丘を走り回る動物を隅に配置したこの様式は、14世紀の修復よりもむしろ洗練されている。ドロイダに住んでいた記録があるジョン・オ・バーダンという彫金師のサインがされている。アイルランドのみならずヨーロッパ全域において、彫金師はしばしば聖職者でもあった。

### 『聖モラシュの福音書』

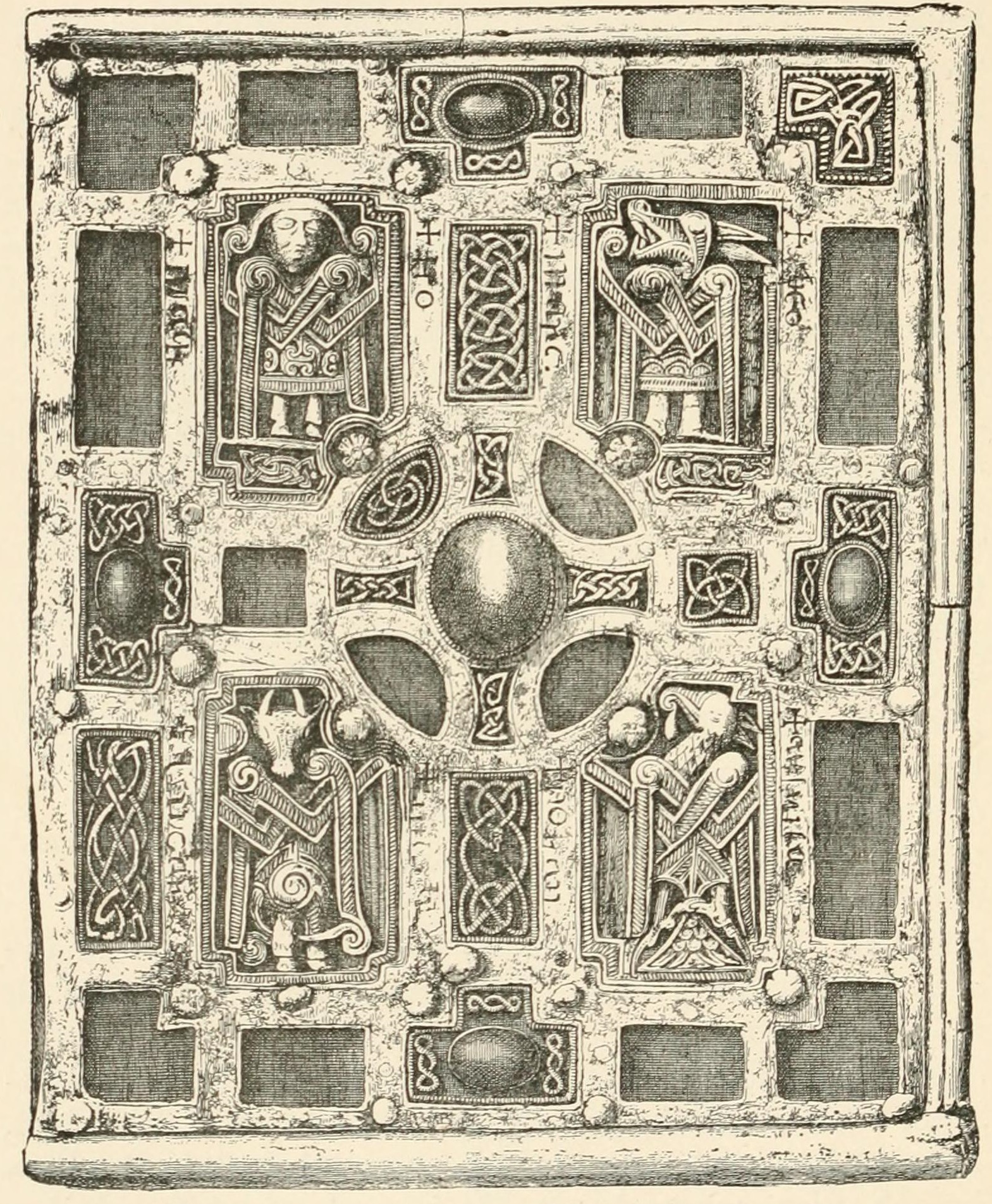
『聖モラシュの福音書』のクーダハ正面、11世紀

現存するクーダハの中で修復を経ていない最古のものは、11世紀初頭に作られた『聖モラシュの福音書』のものである。これも木箱に金属板を貼り付けた典型的な構造をしている。上面は銀メッキの青銅と金箔貼りの銀で作られ、十字架の周りには4人の福音書記者のシンボルが金線細工とともに配置されている。ニューヨークにレプリカがある。

### 『聖コルンバ詩篇集』
おそらく最も有名なクーダハは、597年の聖コルンバ逝去の直後まで遡るとされ、現代まで残る最初期のアイルランド語の写本にして極めて貴重な聖遺物である詩篇集『聖コルンバ詩篇集』のものであろう。オドネル家の所有物で、クーダハごと首にかけられ軍旗の代わりとして戦場に持ち出されたことは非常によく知られており、写本は『聖コルンバの戦士（Cathach of St. Columba）』とも呼ばれる。当初の細工は1072年から1098年の間にケルズでなされたが、玉座のキリストを大きく配し、隣に箔細工で磔刑と諸聖人を描いた正面は14世紀に新しく付け加えられたものである。

### 『ミサー』
戦場で用いられたもう一つのクーダハは、ドニゴール県クロンマニーの『ミサー（Miosach）』のものであり、首に回す金属の紐が現存している。もともとは11世紀後半のもので、1534年の修復で銀箔細工による十字架とそれを囲む人物の装飾が施された。納められている写本は本来はミース県デュレーンの聖カルナッハのものとされていたが、ゴシック時代までに「聖コルンバの宗派に吸収され」た。

### 『ディマの書』

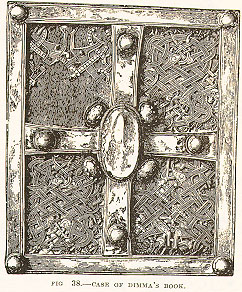
『ディマの書』のクーダハ正面のスケッチ

『ディマの書』のクーダハは12世紀のものである。レプリカはニューヨークにある。リンゲリーケ様式の透かし彫りが施されている。写本と合わせてトリニティ・カレッジ・ダブリンに所蔵されている。

### 『ストウ典書』

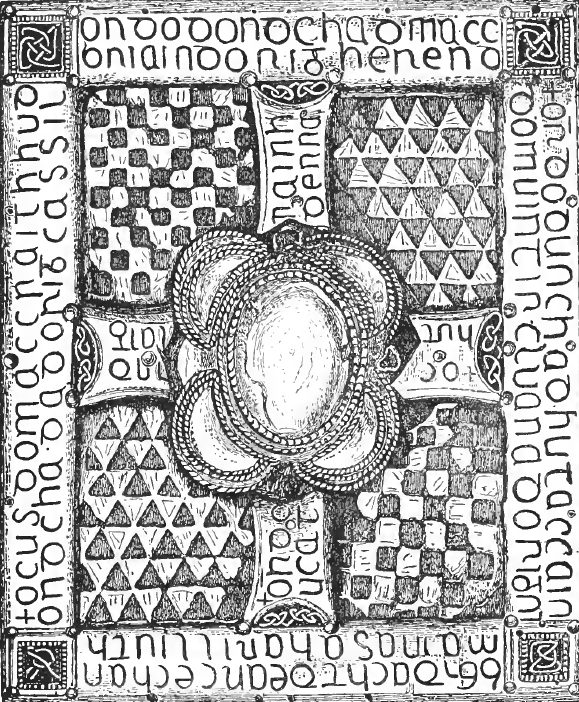
マーガレット・ストークスによる『ストウ典書』のクーダハ旧正面のスケッチ

ストウ典書は、樫の箱に金属板を取り付けたクーダハに納められている。全体に人や動物を象った精巧な装飾が施されている。記銘を見ると、正面1面と両側面は1027年から1033年ごろのもの、また他の面は1375年ごろのものとされる。
現在は取り外されている下面は、銀箔張りの青銅で、中心に配された大きな十字の腕と外縁部にはアイルランド語の刻銘が彫られている。十字の中心は、おそらく面の修復と同時に、4つの葉状部のつけられた大きな宝石（現在は紛失）に付け替えられた（国立博物館曰く「過剰に装飾された」）。記銘はこれによって一部が失われたが、ほぼ再構されている。「希くはロラ修道院長マーガメン・オ・カハル、およびムースクリ・ティーレ王フィンド・オ・ドゥンガリーに祈りを。アイルランド王を称せしドナハ・マク・ブリーアンと、カッシェルはオーガナハト王マクリー・オ・ドナハ、ならびにこれを作りし者、クロンマクノイズの僧ドナハ・オ・タコーンの名を合わせてここに記す」十字と外周部の間の空間は、幾何学的な透かし彫りの板が、十字架の4端と外周の四隅には銀糸細工が施された小さな板が嵌められている。
側面の銅板は銀箔が貼られておらず、天使や動物、聖職者、戦士などの像が装飾的な背景の中に描かれている。新しく作られた銀箔張りの上面にも、大きな卵型の水晶とその他の宝石が設えられた十字が配されている。外縁部の銀板には記銘が刻まれ、十字と外縁部の間の領域には、磔刑のキリストと聖母子像、加護を授ける司教、そして本を抱える聖職者（おそらく聖ヨハネ）の図案が彫られている。記銘には、「希くは、ともに1381年に逝去したオーモンド王ピリブ・オ・ケネーディとその妻アーニャに祈りを。ロラのオーガスティン派小修道院長ギョラ・ルアオーン・オ・マコーンと、これを作りし者ドーナル・オ・トラリの名を記す」とある。記銘と図像の線を目立たせるためにニエロが用いられている。この技術は、ロラから50km離れたところのパトロンのために1370年代に作り直された『聖パトリックの歯』の聖遺物箱のものに類似している。現存する中世の彫金作品に同様のものはほぼなく、おそらくこの2つは同じ彫金師によって付け加えられたと考えられる。